# OMG (cântec)
„OMG” este un cântec al interpretului american Usher, realizat în colaborare cu will.i.am. Compoziția a fost produsă de will.i.am și inclusă pe cel de-al șaselea material discografic de studio al solistului, Raymond v. Raymond, fiind lansat drept primul single internațional al albumului și cel de-al treilea în total.
Înregistrarea s-a bucurat de o campanie de promovare și de un videoclip — regizat de Anthony Mandler — ce a avut premiera la finele lunii martie 2010. Piesa a fost interpretată în cadrul emisiunilor americane American Idol și The Ellen DeGeneres Show, aspect ce a favorizat atât succesul compoziției „OMG”, cât și a discului său de proveniență. Percepția criticilor asupra cântecului a fost împărțită. Caroline Sullivan de la The Guardian a catalogat înregistrarea drept „irezistibilă”, în timp ce Matthew Cole de la Slant Magazine a fost de părere că piesa, alături de „There Goes My Baby” reprezintă cele mai notabile „punctele slabe” ale materialului Raymond v. Raymond.
Lansat inițial în Regatul Unit, „OMG” a devenit prima clasare pe locul întâi a lui Usher într-un interval de aproximativ șase ani, respectiv, de la reușita baladei „Burn” (2004). Cântecul s-a bucurat de aceeași clasare și în Australia, Irlanda sau Noua Zeelandă, în ultima țară staționând pe locul întâi timp de patru săptămâni consecutive. De asemenea, compoziția a devenit primul șlagăr de top 10 al albumului în ierarhia americană Billboard Hot 100, ocupând chiar prima poziție. Succesul înregistrat la nivel global, a facilitat ascensiunea lui „OMG” în United World Chart, listă unde a ocupat treapta cu numărul unu.

## Informații generale
Înregistrarea a fost produsă și scrisă de William „will.i.am” Adams pentru a fi inclusă pe cel de-al șaselea materialul discografic de studio din cariera lui Usher, Raymond v. Raymond. Cântecul a fost lansat ca primul single internațional al albumului și cel de-al treilea în Statele Unite ale Americii, după „Hey Daddy (Daddy's Home)” și „Lil Freak”. Spre deosebire de celelalte compoziții promovate anterior de Usher, „OMG” nu a fost lansat în format compact disc în Regatul Unit, fiind disponibil doar prin import. Cu toate acestea, astfel de produse au fost comercializate în alte teritorii, printre care Australia, Elveția sau Germania. În aceste regiuni, în afara compoziției propriu-zise a fost inclusă pe fața B și înregistrarea promoțională „Papers”.
„OMG” este un cântec electronica ce posedă influențe de muzică rhythm and blues și disco, scris într-o tonalitate minoră. Pe toată durata compoziție se face uz de un singur acord pe spații mari, apelându-se totodată la percuții proeminente și la armonii vocale.

## Recenzii
Percepția criticilor asupra cântecului a fost diferită. Nick Levine de la Digital Spy oferă cântecului trei stele dintr-un total de cinci, declarând totodată că „OMG” reprezintă „într-un fel abordarea masculină la «3 Words» a lui Cheryl Cole, o altă fuziune electro-house-R&B neobișnuită din punct de vedere structural [produsă] de will.i.am — cu toate că e una mai proaspătă și mai inovativă decât asta [«OMG»]”. O recenzie pozitivă i-a fost acordată înregistrării de Fraser McAlpine de la BBC Music, care a notat discul single cu patru puncte dintr-un total de cinci, felicitându-l pe compozitorul piesei. Într-o recenzie negativă a albumului de proveniență, Raymond v. Raymond, Caroline Sullivan de la cotidianul britanic The Guardian a catalogat cântecul drept „irezistibil”, în timp ce Gail Mitchell de la Billboard descrie înregistrarea drept „un imn al cluburilor molipsitor”. Entertainment Focus a felicitat compoziția, declarând că „«OMG» marchează o îmbunătățire față de orice a apărut pe Here I Stand. Compus și realizat în colaborare cu will.i.am, cântecul sună puțin precum șlagărul său «Heartbreaker». Negativul este mai puternic [...] dar cel puțin Usher ne readuce pe ringul de dans”. De asemenea, editori au fost de părere că „OMG” este un „anunț promițător pentru [albumul] Raymond v. Raymond”.
Matthew Cole de la Slant Magazine a fost de părere că înregistrarea, alături de „There Goes My Baby” se află printre cele mai „notabile puncte slabe” ale albumului. Edna Gundersen (recenzor al USA Today) afirmă faptul că Usher sună „detașat” în cântec, „OMG” fiind desemnată unul dintre cele mai slabe compoziții de pe material, alături de „So Many Girls”. Andrew Winistorfer de la Prefix Magazine a catalogat piesa drept inferioară predecesoarei sale, susținând faptul că înregistrarea „nu se apropie perspectiva de a egala înălțimile murdare ale lui «Lil Freak», dar partea cu arena de sport scandând nu a fost făcut atât de bine din anii '90, când Jock Jams erau enormi”. Același editor a declarat că Usher și-a readus în prim-plan „prostul gust” în materie de colaborări.

## Promovare
„OMG” a fost interpretat în cadrul emisiunii-concurs American Idol din data de 31 martie 2010, când artistul a fost și mentorul participanților la spectacolul american. De asemenea, Usher a prezentat compoziția și în cadrul emisiunii The Ellen DeGeneres Show, unde s-a aflat pentru a promova albumul Raymond v. Raymond. Cele două spectacole au ajutat atât înregistrarea, cât și materialul de proveniență să obțină clasări și vânzări importante.

## Ordinea pieselor pe disc
| Nr.                                             | Titlul       | Durată |
| ----------------------------------------------- | ------------ | ------ |
| Descărcare digitală                             |              |        |
| 01.                                             | „OMG” [A]    | 4:29   |
| Disc single distribuit în Australia și Germania |              |        |
| 01.                                             | „OMG” [A]    | 4:29   |
| 02.                                             | „Papers” [A] | 4:22   |

| Nr.                                      | Titlul    | Durată |
| ---------------------------------------- | --------- | ------ |
| EP de remixuri — lansat la nivel mondial |           |        |
| 01.                                      | „OMG” [B] | 6:35   |
| 02.                                      | „OMG” [C] | 6:48   |
| 03.                                      | „OMG” [D] | 7:45   |
| 04.                                      | „OMG” [E] | 4:19   |

Specificații
| - A ^ Versiunea de pe albumul de proveniență, Raymond v. Raymond. - B ^ Remix „Almighty Mix”. - C ^ Remix „Riva Starr Remix”. | - D ^ Remix „Ripper Dirty Club Mix”. - E ^ Remix „Ripper Commercial Mix”. |

## Videoclip
Materialul promoțional a fost filmat în prima parte a lunii martie 2010, în Los Angeles, California din Statele Unite ale Americii, fiind regizat de Anthony Mandler. Acesta a declarat într-un interviu faptul că scurtmetrajul „este un spectacol. El subliniază ceea ce iubim la Usher și la personajul și la modelul care este și cel mai important, este un videoclip care îi va pune în evidență statutul de superstar”. Materialul a avut premiera pe data de 30 martie pe VEVO și AMTV. Videoclipul se axează pe ilustrarea unui grup de segmente dansante și începe cu prezentarea lui Usher și lui will.i.am, concentrându-se asupra primului, care realizează o coregrafie în fața unor lasere de culoare albastră. La aproximativ un minut distanță, artistul este afișat în vecinătatea unui grup de dansatoare ce realizează o coregrafie în timpul segmentului video în care sunt prezentate. Spre final, interpretul este surprins într-un cadru diferit prezentând o ultimă reprezentație alături de dansatorii săi. Materialul a fost difuzat de MTV România începând cu data de 12 aprilie 2010.
Brad Wete de la Entertainment Weekly a declarat că „pentru un cântec cu un astfel de titlu, cu siguranță este nevoie de un minut pentru ca videoclipul său să poată construi niște momente impresionante. După câteva scene de dans curate, magia începe”. Chris Ryan de la MTV a prezentat materialul în paralel cu scurtmetrajul cântecului „Lil Freak”, comparând „luminile intermitente” din videoclip cu cele folosite în materialul promoțional al șlagărului „Yeah!”, considerând totodată că „OMG” poate fi considerat un „răspuns la adresa cântecului lui Trey Songz «Lol :)»”. Datorită numărului ridicat de difuzări obținute din partea posturilor de televiziune din Regatul Unit, videoclipul s-a clasat pe locul întâi în ierarhia britanică UK TV Airplay Chart.

## Prezența în clasamente
Lansat inițial în Regatul Unit, „OMG” a debutat pe locul treisprezece în ierarhia UK Singles Chart, reprezentând cea mai înaltă intrare în clasament a ediției, lucru datorat celor 18.774 de exemplare comercializate în prima săptămână. Trei săptămâni mai târziu, cântecul a urcat pe locul întâi, devenind primul single al lui Usher ce obține această distincție într-un interval de aproximativ șase ani și cea de-a patra compoziție a artistului ce este poziționată în fruntea acestei liste muzicale după „You Make Me Wanna” (1998), „Yeah!” (2004) și „Burn” (2004). Până în momentul de față „OMG” s-a comercializat în peste 610.000 de exemplare pe teritoriul acestei țări. De asemenea, compoziția a obținut locul întâi în Irlanda. În Oceania, discul s-a bucurat de un succes similar, devenind un șlagăr de top 10 atât în Australia, cât și în Noua Zeelandă, în ultima regiune staționând pe poziția maximă timp de patru săptămâni consecutive.
În Statele Unite ale Americii, „OMG” a intrat în Billboard Hot 100 pe locul paisprezece, în mare parte grație celor aproximativ 130.000 de exemplare comercializate în format digital. Totodată, cântecul a beneficiat și de cel de-al treilea cel mai înalt debut din cariera artistului, după „Nice & Slow” și „My Way”. Între timp, „OMG” a devenit primul șlagăr de top 10 de pe albumul Raymond v. Raymond, surclasându-și predecesorii. Pe data de 5 mai 2010, piesa a devenit cel de-al nouălea single clasat pe locul 1 al solistului în Billboard Hot 100, lucru datorat numărului ridicat de difuzări radio și descărcări digitale. Înregistrarea a activat și în Europa și în ierarhia mondială, unde s-a clasat pe locul întâi.

## Clasamente
| Țară (clasament)                      | Poziția maximă | Referință |
| ------------------------------------- | -------------- | --------- |
| Australia (ARIA)                      | 1              | [ 56 ]    |
| Austria (Ö3 Austria Top 40)           | 41             | [ 56 ]    |
| Belgia — Flandra (Ultratop)           | 10             | [ 56 ]    |
| Belgia — Valonia (Ultratop)           | 29             | [ 56 ]    |
| Brazilia (Brasil Hot 100)             | 14             | [ 57 ]    |
| Brazilia (Top 30 Dance Club Play)     | 11             | [ 58 ]    |
| Bulgaria (APC Charts)                 | 1              | [ 17 ]    |
| Canada (Billboard — Canadian Hot 100) | 2              | [ 17 ]    |
| Cehia (IFPI)                          | 20             | [ 59 ]    |
| Croația (e!Hot)                       | 1              | [ 60 ]    |
| Danemarca (IFPI)                      | 21             | [ 56 ]    |
| Elveția (Media Control)               | 49             | [ 56 ]    |
| Europa (Billboard — European Hot 100) | 6              | [ 55 ]    |
| Europa (APC Charts — Euro 200)        | 26             | [ 61 ]    |
| Franța (SNEP — Descărcări)            | 16             | [ 62 ]    |
| Germania (Media Control)              | 27             | [ 17 ]    |

| Țară (clasament)                      | Poziția maximă | Referință |
| ------------------------------------- | -------------- | --------- |
| Irlanda (IRMA)                        | 1              | [ 17 ]    |
| Irlanda (IRMA — Descărcări)           | 1              | [ 63 ]    |
| Noua Zeelandă (Radioscope — Difuzări) | 1              | [ 64 ]    |
| Noua Zeelandă (RIANZ)                 | 1              | [ 56 ]    |
| Olanda (Dutch Mega Top 100)           | 39             | [ 56 ]    |
| Regatul Unit (UK Download Chart)      | 1              | [ 65 ]    |
| Regatul Unit (UK Singles Chart)       | 1              | [ 66 ]    |
| Regatul Unit (UK R&B Chart)           | 1              | [ 67 ]    |
| România (Romania Airplay Top 100)     | 31             | [ 68 ]    |
| Slovacia (IFPI)                       | 9              | [ 69 ]    |
| S.U.A. (Billboard Hot 100)            | 1              | [ 19 ]    |
| S.U.A. (Billboard Hot Digital Songs)  | 1              | [ 70 ]    |
| S.U.A. (Billboard Hot R&B Songs)      | 3              | [ 18 ]    |
| S.U.A. (Billboard Hot Airplay)        | 1              | [ 71 ]    |
| Suedia (Sverigetopplistan)            | 28             | [ 56 ]    |
| United World Chart (Media Traffic)    | 1              | [ 20 ]    |

## Versiuni existente
| - „OMG” (versiunea de pe albumul de proveniență, Raymond v. Raymond) - „OMG” (negativ) - „OMG” (remix „Almighty Mix”) | - „OMG” (remix „Riva Starr Remix”) - „OMG” (remix „Ripper Dirty Club Mix”) - „OMG” (remix „Ripper Commercial Mix”) |

## Personal
- Sursa:[4]
- Voce: Usher și will.i.am
- Producător: William „will.i.am” Adams
- Textier: will.i.am
- Instrumental: will.i.am
- Compilat de: Dylan „3D” Dresdow

## Datele lansărilor
| Țara         | Data lansării   | Casă de discuri | Format              | Referințe            |
| ------------ | --------------- | --------------- | ------------------- | -------------------- |
| Irlanda      | 19 martie 2010  | LaFace Records  | descărcare digitală | [ 3 ]                |
| Regatul Unit | 22 martie 2010  | LaFace Records  | descărcare digitală | [ 35 ]               |
| Australia    | 16 aprilie 2010 | LaFace Records  | disc single         | [ 22 ] [ 23 ] [ 24 ] |
| Franța       | 23 aprilie 2010 | LaFace Records  | EP de remixuri      | [ 72 ]               |
| Irlanda      | 23 aprilie 2010 | LaFace Records  | EP de remixuri      | [ 3 ]                |
| Regatul Unit | 23 aprilie 2010 | LaFace Records  | EP de remixuri      | [ 73 ]               |
| Germania     | 14 mai 2010     | LaFace Records  | disc single         | [ 25 ]               |

## Certificări și vânzări
| \| Țara \| Vânzări \| Certificare \| Referințe \| \| ------------- \| ------- \| ----------- \| --------- \| \| Noua Zeelandă \| +7.500 \| \| [74] \| | Note - reprezintă „disc de aur”; |             |           |
| Țara | Vânzări                          | Certificare | Referințe |
| Noua Zeelandă | +7.500                           |             | [ 74 ]    |